# Harald Kühnen

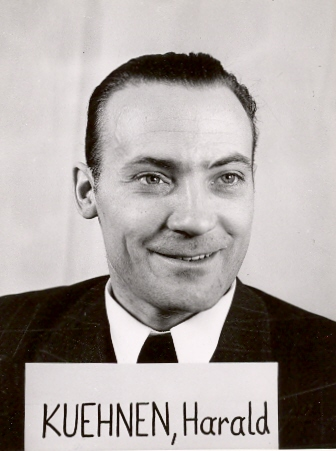
Harald Kühnen als Zeuge bei den Nürnberger Prozessen.

Harald Kühnen (* 6. August 1912 in Rheydt; † 16. Dezember 2002 in München) war ein deutscher Bankier. Kühnen wurde unter anderem bekannt als Vorsitzender des Bundesverbandes deutscher Banken (1979–1983).

## Leben und Wirken
Kühnen war der Sohn des August Kühnen und seiner Ehefrau Emma, geborene Rolshoven. Nach dem Schulbesuch absolvierte er ein Volontariat in der Seidenweberei seines Vaters. 1931 trat er in die Dresdner Bank in Mönchengladbach ein.
In den Jahren 1934 bis 1935 war Kühnen im Sekretariat der Dresdner Bank in Mainz und dann von 1936 bis 1939 im Sekretariat in Frankfurt am Main tätig. Im Mai 1939 wechselte er in die Berliner Zentrale der Dresdner Bank, wo er bis 1945 als Sachbearbeiter und Spezialreferent zur Verfügung des Vorstandes das Ressort II der Konsortialabteilung leitete. In dieser Eigenschaft war er während des Zweiten Weltkriegs vor allem mit Arisierungs- und Verflechtungsgeschäften befasst. In den Jahren 1944 bis 1945 war er als Assistent des Aufsichtsratsvorsitzenden Carl Goetz hauptsächlich im Direktionskabinett tätig.
In der Nachkriegszeit wurde Kühnen kurzzeitig als Zeuge für die Nürnberger Prozesse im Nürnberger Zeugengefängnis interniert. Als persönlich haftender Gesellschafter des Bankhauses Heinrich Kirchholtes & Co. in Frankfurt (1947–1955) kehrte er aktiv ins Bankgeschäft zurück.
Parallel wurde Kühnen 1950 Generalbevollmächtigter des Bankhauses Salomon Oppenheim Jr. und Cie., dessen persönlich haftender Gesellschafter er anschließend von 1951 bis 1985 war. Von 1979 bis 1983 bekleidete Kühnen zusätzlich den Posten des Vorsitzenden des Bundesverbandes deutscher Banken. Von 1985 bis 1993 amtierte er noch als Vorsitzender der Gesellschafter- und Aktionärsausschusses von Salomon Oppenheim.
Kühnen war ferner Vorstandsmitglied der Peter-Klöckner-Stiftung, Ehrenvorsitzender des Bankhauses Salomon Oppenheim, Ehrendoktor und Ehrensenator der Universität Köln.

## Ehrungen
- 1983: Großes Verdienstkreuz der Bundesrepublik Deutschland
- 1991: Verdienstorden des Landes Nordrhein-Westfalen[3]